# Chevrolet Chevelle
La Chevelle è una autovettura di medie dimensioni, prodotta dalla Chevrolet, tra il 1964 e il 1977. Fu uno dei modelli di maggior successo della General Motors.

## Storia
La serie delle Chevelle comprendeva vari modelli, alcuni economici dedicati alle famiglie ed altri molto potenti. La maggior parte dei pezzi sopravvissuti è costituita dagli esemplari più recenti. Per quanto sia stata prodotta anche in versione berlina 4 porte e in configurazione cabrio, la Chevelle per antonomasia è quella in versione coupé a due porte.
All'inizio, la Chevrolet Malibu fu la versione più lussuosa della Chevelle, ma poi divenne un modello a parte. La Chevelle fornì anche la base per la Chevrolet Monte Carlo, vettura di successo già di per sé.
La Chevelle Malibu SS, rappresentò il modello di ingresso della Chevrolet nel mercato delle auto potenti di dimensioni medie. L'allestimento denominato SS fu una versione di alta gamma con una propria linea di accessori e motori "prestazionali". All'inizio era disponibile un motore V8 da 5,4 litri, mentre la Chevelle SS adottò un più sportivo 6,6 L sempre V8, per poi arrivare, forse, al più potente motore mai montato su una muscle car: il cosiddetto LS6 da 7,4 l (450 hp) del 1970.

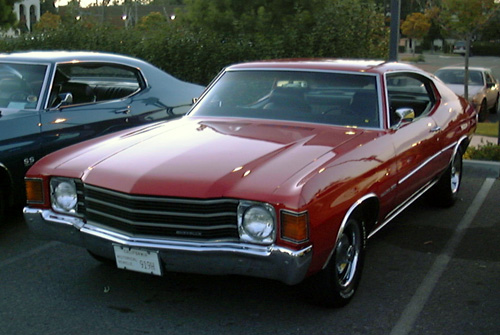
Chevrolet Chevelle

La Chevelle, insieme alla Pontiac GTO, rimase una delle vetture più popolari del suo tempo, e grazie alle elevate prestazioni e ad un prezzo ragionevole, divenne un mezzo molto diffuso, sia sulle strade che in pista.
Molti acquirenti comunque sceglievano quest'auto per l'economicità, poiché al contrario delle vetture di dimensioni maggiori e quindi più costose da acquistare e da gestire, questa disponeva di spazio sufficiente per una famiglia di 5 persone, fornendo un comfort ragionevole. Il modello era dotato di accessori che ne aumentavano la comodità di guida e di servizio, quali il servosterzo, il servofreno, il cambio automatico e l'aria condizionata, la radio stereo, più un'altra serie di accessori per aumentare il fascino "estetico", come il tetto in vinile e gli pneumatici con la fascia bianca, stile racing.
Dal 1969 al 1972 la versione familiare fu denominata Chevelle Greenbrier. Il nome Chevelle divenne superfluo verso la metà degli anni '70 e venne quindi unito alla Malibu nelle pubblicità (per esempio "Chevelle Malibu") per scomparire poi definitivamente dopo il modello del 1977.